# Patrick Wirth
Pour les articles homonymes, voir Wirth.
Patrick Wirth (né le 17 septembre 1971) est un skieur alpin autrichien actif dans les années 1990. Il est le frère de Katja Wirth, également skieuse alpine.

## Palmarès

### Coupe du monde
- Meilleur classement général : 44e en 1996.
- 1 podium : 1 troisième place (super G de Garmisch-Partenkirchen en 1996).